# Веленій-де-Мунте
Веленій-де-Мунте (рум. Vălenii de Munte) — місто у повіті Прахова в Румунії.

## Географія
Місто розташоване на відстані 83 км на північ від Бухареста, 27 км на північ від Плоєшті, 62 км на південний схід від Брашова. Містом протікає річка Теляжен.

## Населення
За даними перепису населення 2002 року у місті проживали 13 309 осіб.
Національний склад населення міста:
| Національність   | Кількість осіб | Відсоток |
| ---------------- | -------------- | -------- |
| румуни           | 13207          | 99,2 %   |
| цигани           | 77             | 0,6 %    |
| болгари          | 8              | 0,1 %    |
| угорці           | 5              | < 0,1 %  |
| німці            | 4              | < 0,1 %  |
| українці         | 2              | < 0,1 %  |
| росіяни-липовани | 1              | < 0,1 %  |
| хорвати          | 1              | < 0,1 %  |
| поляки           | 1              | < 0,1 %  |
| чанго            | 1              | < 0,1 %  |

Рідною мовою назвали:
| Мова       | Кількість осіб | Відсоток |
| ---------- | -------------- | -------- |
| румунська  | 13298          | 99,9 %   |
| угорська   | 5              | < 0,1 %  |
| циганська  | 1              | < 0,1 %  |
| німецька   | 1              | < 0,1 %  |
| російська  | 1              | < 0,1 %  |
| хорватська | 1              | < 0,1 %  |

Склад населення міста за віросповіданням:
| Релігія            | Кількість осіб | Відсоток |
| ------------------ | -------------- | -------- |
| православні        | 12812          | 96,3 %   |
| п'ятдесятники      | 200            | 1,5 %    |
| адвентисти         | 93             | 0,7 %    |
| лютерани           | 72             | 0,5 %    |
| бретрени           | 59             | 0,4 %    |
| баптисти           | 52             | 0,4 %    |
| римо-католики      | 9              | 0,1 %    |
| не релігійні       | 4              | < 0,1 %  |
| реформати          | 3              | < 0,1 %  |
| мусульмани         | 2              | < 0,1 %  |
| греко-католики     | 1              | < 0,1 %  |
| не вказали релігію | 2              | < 0,1 %  |

## Уродженці
- Маделіна Манолоє (1967—2010) — румунська співачка.